# Rudolf Zistler

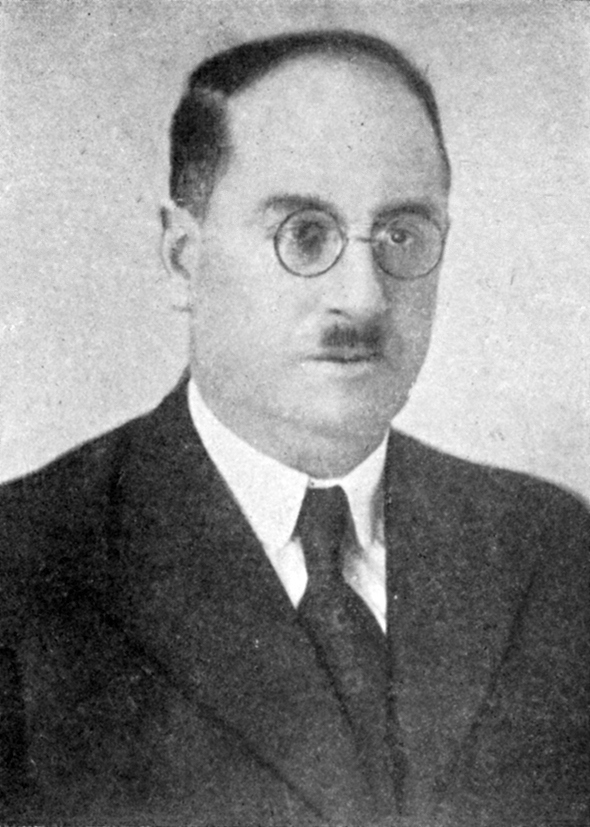
Rudolf Zistler

Rudolf Zistler (* 1886 in Zagreb; † 1960 ebendort) war ein österreichisch-ungarischer Rechtsanwalt. Bekannt wurde durch seine Verteidigung von Gavrilo Princip und weiteren Mitgliedern der Mlada Bosna. Diese hatten beim Attentat von Sarajevo den Erzherzog-Thronfolger Franz Ferdinand von Österreich-Este ermordet. Das Attentat gilt als Auslöser für den Ersten Weltkrieg.

## Leben und Werk
Zistlers Vater war Österreicher, seine Mutter Kroatin. In seiner Kindheit erwarb er nur rudimentäre Deutschkenntnisse. Bei seinem Studium an der Universität Wien musste er die deutsche Sprache erlernen. Zistler war bekennender Sozialist. Verheiratet war er mit Juliana Oberschmidt, einer gebürtigen Deutschen. Zusammen hatten sie eine Tochter namens Wanda Zistler, die später eine bekannte Opernsängerin in Sarajevo war.
Zistler war einer von sechs Verteidigern der Attentäter. Neben Princip vertrat er Veljko Čubrilović, Vaso Čubrilović, Ivo Kranjčević und Neđo Kerović. Er genoss seitens der Attentäter hohes Vertrauen, waren doch die anderen Verteidiger überwiegend Kroaten, die wenig Sympathien für serbische Belange hatten. Nachdem er im Laufe des Verfahrens mehrfach angebliche Verstöße rügte, wurde er in den großen Zeitungen in Wien und Budapest angegriffen. Nach dem Prozess verlor Zistler seine Zulassung.
Nach dem Krieg veröffentlichte Zistler ein umfangreiches Buch über sein Mitwirken an dem Prozess. Im Buch sind auch seine Plädoyers enthalten.

## Veröffentlichungen
- Kako sam branio Principa i drugove (Wie ich Princip und die anderen verteidigte), 1937.

## Weiteres
- Das Leben von Zistler wurde 2014 von dem Regisseur Srđan Koljević unter dem Titel: Branio sam Mladu Bosnu verfilmt.